# Edwin Maka
Pour les articles homonymes, voir Maka.

a Compétitions nationales et continentales officielles uniquement.

Dernière mise à jour le 9 juin 2021.
Edwin Maka, né le 25 février 1993 à Otahuhu en Nouvelle-Zélande, est un joueur tongien de rugby à XV qui évolue au poste de deuxième ligne ou au poste de troisième ligne centre. Il mesure 2,02 m pour 140 kg.

## Biographie
Edwin Maka est le neveu de Finau et d'Isitolo Maka, tous les deux anciens joueurs du Stade toulousain. La saga Maka continue donc au Stade toulousain. Arrivé d'Australie en 2012, il s'est vite faire remarquer de ses coéquipiers et du public toulousain. Avec des mensurations impressionnantes et un sens inné du jeu, Edwin Maka conquiert rapidement une place dans l'équipe rouge et noir pour ses deux premières saisons chez les professionnels.

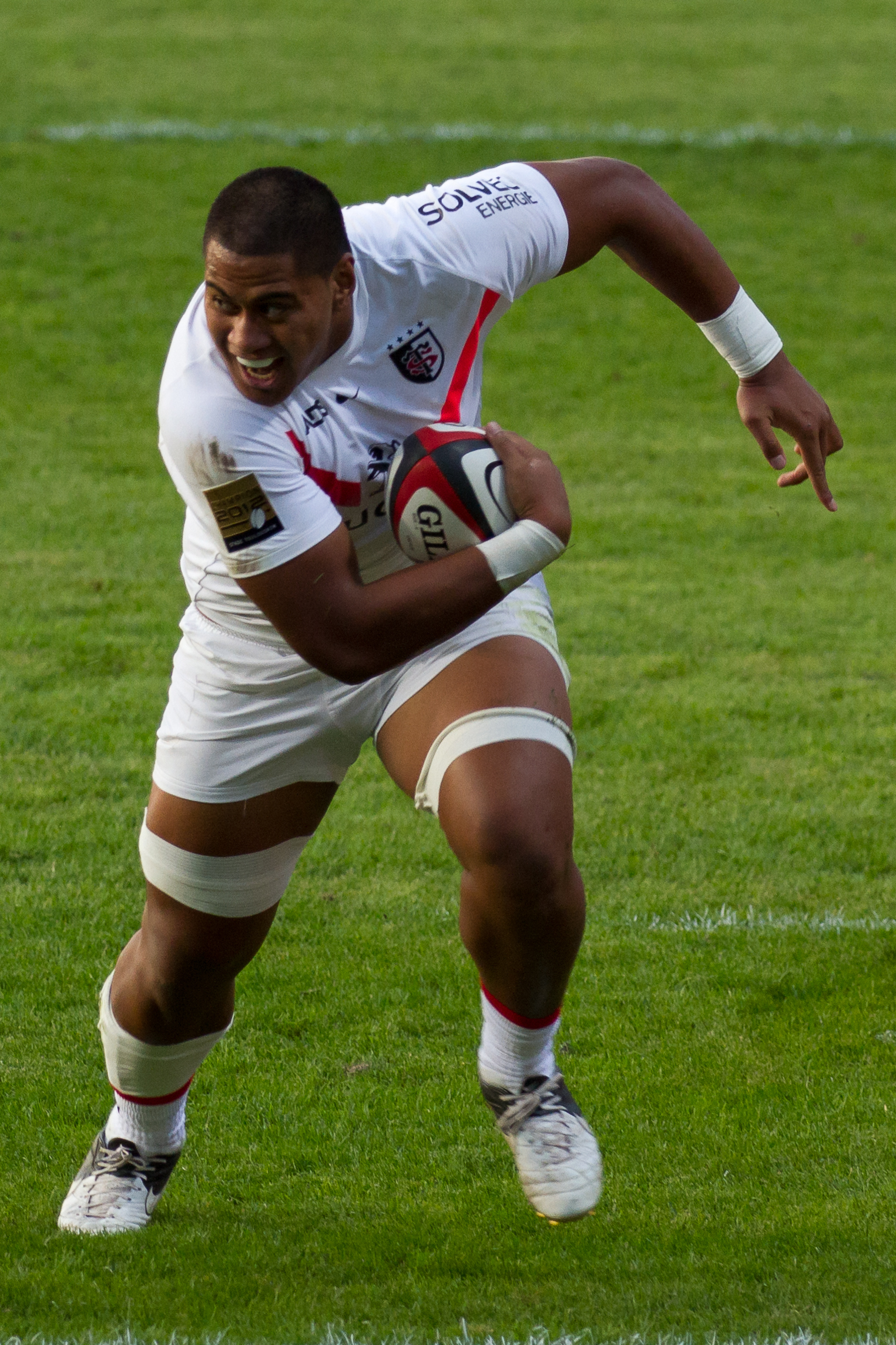
Edwin Maka, en 2012, à la charge face au SU Agen.

Le poste de deuxième ligne au rugby à XV fait en effet partie des postes où on a coutume de dire que la valeur d'un joueur s’accroît avec les années, ce qui laisse présager un brillant avenir à Edwin Maka. En 2014-2015, il comptabilise 17 matchs avec l'équipe première et signe en parallèle un beau parcours avec les Espoirs, qui le mène jusqu'à la finale du championnat de France contre le Racing. Il continue son évolution et laisse exprimer sa puissance à chacune de ses apparitions sur le terrain.[réf. souhaitée]
Il n'a jamais disputé de matchs internationaux mais est potentiellement sélectionnable pour jouer pour les Tonga, son pays d'origine. Il a d'ailleurs été approché par le sélectionneur tongien en 2013 pour le sélectionner rapidement et sur la longueur, approche qu'Edwin Maka a refusé pour disputer les matchs avec son club et prétendre à l'équipe de France. Il est effectivement sélectionnable pour la France, étant donné qu'il évolue dans le championnat de France depuis plus de 3 ans.
En 2017, il quitte le Stade toulousain et signe pour quatre saisons avec le Racing 92. Il quitte finalement le club francilien après ces deux années pour rejoindre l'Aviron bayonnais, qui évolue en Top 14 après son titre de champion de France de Pro D2 en 2019.

## Palmarès
Championnat de France espoirs :
- Finaliste (1) : 2015 avec le Stade toulousain